# Premio Nacional de Literatura de la República Dominicana
El Premio Nacional de Literatura República Dominicana es un galardón que se otorga cada año a un escritor dominicano por su trayectoria literaria. Es el premio más prestigioso que puede obtener un escritor dominicano en su país. Se otorga el día 26 de enero, mismo día que se conmemora el natalicio del padre de la patria (Juan Pablo Duarte), es en honor a su nacimiento que dicho premio se da a conocer en esta fecha. 

## Ganadores
Desde 1990 hasta la fecha los ganadores del galardón han sido:
- 1990 - Juan Bosch y Joaquín Balaguer
- 1991 - ( No se entregó )
- 1992 - Manuel del Cabral
- 1993 - Pedro Mir
- 1994 - Manuel Rueda
- 1995 - Antonio Fernández Spencer
- 1996 - Marcio Veloz Maggiolo
- 1997 - Virgilio Díaz Grullón
- 1998 - Lupo Hernández Rueda
- 1999 - Mariano Lebrón Saviñón
- 2000 - Víctor Villegas
- 2001 - Carlos Esteban Deive
- 2002 - Hilma Contreras
- 2003 - Franklin Domínguez
- 2004 - Andrés L. Mateo
- 2005 - Diógenes Valdez
- 2006 - María Ugarte
- 2007 - Diógenes Céspedes
- 2008 - Bruno Rosario
- 2009 - José Alcántara Almánzar
- 2010 - Mateo Morrison
- 2011 - Jeannette Miller
- 2012 - Armando Almánzar
- 2013- José Mármol
- 2014 - Tony Raful
- 2015 – Roberto Marcallé Abreu
- 2016 - Ángela Hernández
- 2017- Federico Henríquez Gratereaux
- 2018 - Manuel Salvador Gautier
- 2019 - Manuel Matos Mosquete
- 2020 - León David
- 2021 – Manuel Mora Serrano
- 2022– Soledad Álvarez
- 2023 – Freddy A. de Jesús Bretón Martínez
- 2024 – Juan Carlos Mieses Sánchez
- 2025– Efraim Castillo